# Microbioom

In de mond, op de huid en in de darmen komen zeer verschillende gemeenschappen van micro-organismen voor. Deze commensale bacteriën en andere microben oefenen een belangrijke invloed uit op de algehele lichaamsfysiologie.

Het microbioom is het geheel aan micro-organismen dat zich in een bepaalde omgeving bevindt. De term wordt meestal gebruikt om te verwijzen naar alle micro-organismen die van nature samenleven met een plant of dier. Bekende voorbeelden van microbiomen zijn de darmflora in het menselijk lichaam, of de rhizosfeer rond het wortelstelsel van een plant. Een microbioom is zeer complex en bestaat uit diverse levensvormen; voornamelijk bacteriën, maar ook archaea, schimmels en kleine protisten.
De lichamen van dieren en planten zijn de woonplaats van miljarden micro-organismen. Slechts een klein deel hiervan is ziekteverwekkend; de overgrote meerderheid leeft ongemerkt mee in of op de organen van de gastheer (commensalisme). De microben vervullen belangrijke functies, zoals de vertering van voedsel, productie van vitaminen en bescherming tegen kolonisatie van echte ziekteverwekkers. In het menselijk lichaam bevinden veruit de meeste microben zich in de dikke darm, maar ook rond de genitaliën en bepaalde delen van de huid.
Het microbioom is een belangrijk onderzoeksthema in de medische wetenschap. Er zijn verbanden gevonden tussen de compositie (samenstelling) van het microbioom en bepaalde aandoeningen, zoals darmziekten, diabetes en overgewicht. Er is nog veel onduidelijk over hoe het microbioom de gezondheid precies beïnvloedt. Met behulp van moderne sequencing-technieken is men erachter gekomen dat de compositie dynamisch is: het kan snel veranderen onder invloed van omgevingsfactoren als beweging, voeding en medicatie.

## Microbioom van de mens
Sinds de ontdekking van de eerste microscopen werd duidelijk dat het menselijk lichaam bewoond wordt door talloze onzichtbare micro-organismen als bacteriën en andere eencelligen. Steeds duidelijker is geworden dat deze microben een essentiële rol spelen in de regulering van ons metabolisme, ontwikkeling en immuunsysteem. Vanaf de jaren 2000 nam het onderzoek naar de darmflora en huidflora sterk toe, en introduceerde men een overkoepelende term voor alle microben die samenleven met een plant of dier: het microbioom. Een algemeen geaccepteerde definitie van het menselijke microbioom is: 'alle micro-organismen die in en op het menselijk lichaam leven, inclusief hun genetisch materiaal en biochemische activiteiten'. 
Alle bacteriën die alleen al in onze darmen leven, bevatten ongeveer honderd keer zoveel genen als het aantal genen in het menselijk genoom zelf. Een gevolg van deze genomische diversiteit is dat de aanwezige microben een enorm scala aan biochemische activiteiten beschikbaar maken in het lichaam, zoals de productie van vele metabolieten en kleine moleculen die niet of nauwelijks door onze eigen cellen aangemaakt worden. Noemenswaardig hierbij is de productie van zogenaamde korte-keten-vetzuren door de bacteriën in het spijsverteringskanaal. Deze vetzuren dragen bij aan de stofwisseling en kunnen bovendien de algehele lichaamsfysiologie beïnvloeden.